# Pous d'ambició
Pous d'ambició (títol original en anglès, There Will Be Blood) és una pel·lícula dramàtica estatunidenca dirigida per Paul Thomas Anderson, estrenada el 2007. Està basada en la novel·la Oil! escrita per Upton Sinclair el 1927.

## Argument
Pous d'ambició tracta els temes de la família, de la religió i del petroli.
Daniel Plainview, misantrop prospector a la recerca de petroli, s'assabenta que el subsòl californià en vessaria. Hi va doncs, acompanyat del seu fill, i compra a baix preu les terres dels grangers de la regió, començant per les de la família Sunday, el fill dels quals, Eli, es creu inspirat per Déu. Ràpidament, el petroli brolla. Però les relacions es fan cada vegada més tibades entre Daniel Plainview i el jove profeta de l'església de la «tercera revelació», que no ha rebut els diners promesos pel prospector.

## Repartiment
- Daniel Day-Lewis: Daniel Plainview
- Paul Dano: Paul Sunday / Eli Sunday, predicador de l'església de la "tercera revelació"
- Kevin J. O'Connor: Henry Brands
- Dillon Freasier: H.W. Plainview, nen
- Ciarán Hinds: Fletcher Hamilton
- Russell Harvard: H.W. Plainview, jove adult
- David Willis: Abel Sunday, el pare
- Sydney McCallister: Mary Sunday, la noia més jove
- Jacob Stringer
- Matthew Braden Stringer
- Joseph Mussey
- Barry Del Sherman: H.B. Ailman
- Harrison Taylor
- Stockton Taylor
- Paul F. Tompkins: Prescott
- Kevin Breznahan
- Jim Meskimen
- Erica Sullivan
- Randall Carver: Sr. Bankside
- Coco Leigh: Sra. Bankside

## Banda original
Seguidor de la música del grup Radiohead i particularment marcat per l'actuació de Jonny Greenwood en la banda sonora de Bodysong (documental dirigit el 2003 pel britànic Simon Pummel), Anderson s'inspira en aquest últim per treballar amb ell a Pous d'ambició després d'haver sentit la seva cançó Popcorn Superhet Receiver . Després d'algunes indecisions, Greenwood accepta ocupar-se de la gravació de la banda sonora, treball que l'ocuparà tres setmanes en els Estudis Abbey Road a Londres.
A més a més dels títols continguts a l'àlbum There Will Be Blood, la pel·lícula utilitza igualment Fratres d'Arvo Pärt i el tercer moviment (Allegro giocoso, ma non troppo vivace. Poco piu presto) del Concert per a violí de Brahms. La interpretació d'aquest últim és de la violinista Anne-Sophie Mutter i de l'Orquestra Filharmònica de Berlín dirigida per Herbert von Karajan. És aquesta part del concert el que se sent moltes vegades en el transcurs de la pel·lícula i que l'acompanya en els crèdits finals.

## Al voltant de la pel·lícula
- Les últimes paraules de la pel·lícula - pronunciades per Daniel Plainwiew quan acaba de matar Eli - són: "S'ha acabat"! recordant el famós "Silenzio!" de Jean-Luc Godard al final del Menyspreu.

"I'm finished" Traducció en 2 sentits:
- estic acabat, s'ha acabat per a mi. O
- he acabat (adreçant-se al seu "criat", volent dir "he acabat, pot disposar del cos"..)

## Premis i nominacions

### Premis
- 2008: Oscar al millor actor per Daniel Day-Lewis
- 2008: Oscar a la millor fotografia per Robert Elswit
- 2008: Globus d'Or al millor actor dramàtic per Daniel Day-Lewis
- 2008: BAFTA al millor actor per Daniel Day-Lewis
- 2008: Os de Plata a la millor direcció per Paul Thomas Anderson

### Nominacions
- 2008: Oscar a la millor pel·lícula
- 2008: Oscar al millor director per Paul Thomas Anderson
- 2008: Oscar al millor guió adaptat per Paul Thomas Anderson
- 2008: Oscar al millor muntatge per Dylan Tichenor
- 2008: Oscar a la millor direcció artística per Jack Fisk i Jim Erickson
- 2008: Oscar a la millor edició de so per Matthew Wood i Christopher Scarabosio
- 2008: Globus d'Or a la millor pel·lícula dramàtica
- 2008: BAFTA a la millor pel·lícula
- 2008: BAFTA al millor director per Paul Thomas Anderson
- 2008: BAFTA al millor actor secundari per Paul Dano
- 2008: BAFTA al millor guió adaptat per Paul Thomas Anderson
- 2008: BAFTA a la millor música per Jonny Greenwood
- 2008: BAFTA a la millor fotografia per Robert Elswit
- 2008: BAFTA al millor disseny de producció per Jack Fisk i Jim Erickson
- 2008: BAFTA al millor so per Christopher Scarabosio, Matthew Wood, John Pritchett, Michael Semanick i Tom Johnson
- 2008: Os d'Or
- 2009: César a la millor pel·lícula estrangera
- 2009: Grammy al millor àlbum de banda sonora per pel·lícula, televisió o altre mitjà visual per Jonny Greenwood